# Roissy-en-France
Roissy-en-France ist eine französische Gemeinde mit 2682 Einwohnern (Stand 1. Januar 2022) im Département Val-d’Oise der Region Île-de-France; sie gehört zum Arrondissement Sarcelles und zum Kanton Villiers-le-Bel. Die Einwohner werden Roisséens genannt.

## Geographie
Die Gemeinde liegt etwa 20 Kilometer nordöstlich von Paris, an der Grenze zu den benachbarten Départements Seine-et-Marne und Seine-Saint-Denis. Nachbargemeinden sind:
- Louvres im Norden,
- Épiais-lès-Louvres im Nordosten,
- Mauregard in Osten (Seine-et-Marne),
- Tremblay-en-France im Südosten (Seine-Saint-Denis)
- Gonesse im Südwesten,
- Le Thillay und Vaudherland im Westen, sowie
- Goussainville im Nordwesten.

Mit dem Flughafen Paris-Charles-de-Gaulle (offiziell Roissy-Charles-de-Gaulle), dessen Verwaltungstrakt auf dem Gemeindegebiet liegt, befinden sich hier auch der Sitz von Air France-KLM und deren Tochtergesellschaft Servair sowie ein Rechenzentrum von Equinix.

## Bevölkerungsentwicklung
| Jahr      | 1968 | 1975 | 1982 | 1990 | 1999 | 2006 | 2010 | 2011 |
| Einwohner | 1359 | 1362 | 1410 | 2054 | 2367 | 2564 | 2750 | 2869 |

## Sehenswürdigkeiten
- Kirche Saint-Éloi aus dem 16. Jahrhundert (Monument historique)[1]
- Château des Caramans, Schloss aus dem 18. Jahrhundert (Monument historique)[2]